# Báburova mešita
Báburova mešita (hindsky बाबरी मस्जिद, urdsky بابری مسجد) byla mešita, která v letech 1527–1992 stála v Ajódhji v indickém státě Uttarpradéš.

## Dějiny
Mešita byla postavena v roce 1527 a byla pojmenována na počest prvního mughalského císaře Bábura. Podle hinduistů měla být postavena v místech, kde se narodil princ Ráma a kde původně stával hinduistický chrám.
Území, na kterém byla mešita postavena, se stalo dějištěm mnoha nábožensky motivovaných násilností mezi hinduisty a muslimy. K první zaznamenané násilnosti mezi oběma stranami došlo ještě za dob britské nadvlády v roce 1853. Střety vyvrcholily 6. prosince 1992, kdy byla mešita stržena hinduisty, kteří byli přímo i nepřímo podněcováni nacionalisticko-hinduistickými stranami Višva Hindú Parišád, Šiv Sena a stranou Bharatíja Džanata. Následné násilnosti si vyžádaly kolem 2000 mrtvých. Ostré spory o území pokračovaly i v následujících letech. V roce 2010 indický soud rozhodl, že pozemky, kde mešita stávala, budou rozděleny mezi muslimskou a hinduistickou komunitu.
5. srpna 2020 položil indický premiér Naréndra Módí základní kámen chrámu boha Rámy na místě zbořené mešity.